# Савка Роман Васильович
Рома́н Васи́льович Са́вка — майор медичної служби Збройних сил України, нейрохірург. На грудень 2023 року працює в КНП «1 територіальне медичне об'єднання м. Львова», вул. Миколайчука 9.

## З життєпису
Надавав медичну допомогу у фронтових умовах в складі 66-го військового мобільного госпіталю Військово-медичного клінічного центру Західного регіону.

## Нагороди
За особисту мужність і героїзм, виявлені у захисті державного суверенітету та територіальної цілісності України, вірність військовій присязі під час російсько-української війни
- нагороджений орденом Богдана Хмельницького III ступеня (3.11.2015).